# Schnellkampfgeschwader
Schnellkampfgeschwader foi a denominação das asas de bombardeiros rápidos da Luftwaffe. Operavam aeronaves Bf 110, Bf 109 ou Fw 190.

## Lista das Schnellkampfgeschwader
- Schnellkampfgeschwader 10[2]
- Schnellkampfgeschwader 210[2]